# Magical
Magical, née le 18 mai 2015, est une jument de course irlandaise, de race pur sang anglais, qui participe aux courses hippiques de plat. Issue de Galileo et de la championne Halfway to Heaven (par Pivotal), elle est la propriété du consortium Coolmore, est entraînée par Aidan O'Brien et montée le plus souvent par Ryan Moore.

## Carrière de courses

Casaque de Derrick Smith

Au regard de ses origines exceptionnelles, Magical est très attendue pour ses débuts qu'elle effectue à l'été de ses 2 ans sur l'hippodrome du Curragh, prenant la deuxième place d'un maiden avant d'ouvrir son palmarès trois semaines plus tard à Cork. Rapidement dirigée vers un groupe 2, les Debutante Stakes, elle y domine la favorite, une certaine Happily, autre pouliche Coolmore qui vient de remporter un groupe 3 et bénéficie de la monte du premier jockey de Coolmore, Ryan Moore, tandis qu'elle même court sous la selle de Donnacha O'Brien. Trois semaines plus tard, les rôles sont inversés dans les Moyglare Stud Stakes : favorite et montée par Ryan Moore, Magical est battue d'un souffle par Happily montée par Donnacha O'Brien. Après un été chargé, Magical semble un peu émoussée en fin de saison : elle ne peut faire mieux que quatrième à Longchamp dans le Prix Marcel Boussac (une demi-heure avant que Happily domine les mâles dans le Prix Jean-Luc Lagardère) et à Newmarket dans le Fillies' Mile, battue par une autre championne en devenir, la Britannique Laurens. À la fin de l'année, c'est Happily qui est sacrée meilleure 2 ans européenne de l'année devant Laurens, mais Magical demeure l'un des principaux espoirs de Coolmore pour la saison classique.
Magical fait sa rentrée à Longchamp dans le Prix de la Grotte (Gr.3), une préparatoire à la Poule d'Essai des Pouliches où, munie pour la première fois d'oeillères, elle échoue à la quatrième place. Préparée ensuite pour les Oaks, elle doit y renoncer en raison d'une blessure et on ne la revoit que fin juillet dans les Kilboy Estate Stakes, qu'elle s'adjuge aisément. Mais Magical semble avoir du mal à franchir un cap : dans les Matron Stakes, elle termine quatrième de Laurens avant de tenter sa chance, en vain, dans le Prix de l'Arc de Triomphe qui voit la grande Enable faire le doublé. Mais une telle tentative exprime bien la très haute estime en laquelle est tenue la pouliche, et elle va enfin en être à la hauteur en remportant un premier groupe 1 dans le British Champions Fillies' and Mares' Stakes avant de réaliser sa meilleure performance : une excellente deuxième place derrière Enable dans la Breeders' Cup Turf à Churchill Downs aux États-Unis.
Restée à l'entraînement à 4 ans, Magical se révèle enfin, prouvant qu'elle avait surtout besoin de temps pour exprimer son potentiel. Devenue jument, elle n'est plus la même, en témoigne son printemps où, en un peu plus d'un mois, elle rafle les Alleged Stakes (Gr.3), les Mooresbridge St (Gr.2) et surtout la Tattersalls Gold Cup en pulvérisant l'opposition de 7 longueurs, à chaque fois devant son compagnon d'écurie Flag of Honour. Au meeting d'Ascot, elle s'intercale entre Crystal Ocean et le champion Waldgeist à l'arrivée des Prince of Wales's Stakes, puis durant l'été subit deux fois la loi d'Enable, dans les Eclipse Stakes puis les Yorkshire Oaks. Elle renoue avec la victoire dans les Irish Champion Stakes De retour à Longchamp pour une nouvelle tentative dans l'Arc de Triomphe, elle prend une honorable cinquième place derrière Waldgeist, Enable, Sottsass et Japan, puis conclut une année où elle aura vaillamment bataillé avec les meilleurs chevaux européens par une victoire de prestige dans les Champion Stakes. Une victoire qui aurait pu être un parfait point d'orgue à une carrière exemplaire, et d'ailleurs il est annoncé que Magical se retire au haras pour être saillie par la nouvelle vedette des étalons Coolmore, No Nay Never. Mais coup de théâtre, les Irlandais changent d'avis et renvoient leur jument à l'entraînement.
En 2020, à 5 ans, Magical poursuit donc sa route et va donner raison à son entourage de lui avoir donné une saison supplémentaire. Elle accroche un cinquième groupe 1 lors de sa rentrée, tardive, dans les Pretty Polly Stakes fin juin. Puis un sixième un mois plus tard lorsqu'elle conserve son titre dans la Tattersalls Gold Cup. Véritable jument de fer, elle ne descend jamais du podium lors de ses sorties suivantes et, si elle doit baisser pavillon face au champion Ghaiyyath dans les International Stakes, elle prend une belle revanche sur lui dans les Irish Champion Stakes où Sottsass, le futur vainqueur de l'Arc, ne peut terminer que quatrième - ces deux courses obtenant les deux plus haut rating mondiaux de l'année. Magical ne retourne pas à Longchamp en cette année perturbée par la pandémie de Covid-19. Elle tente plutôt de conserver son titre dans les Champion Stakes, mais doit se contenter de la troisième place derrière son dauphin de 2019, Addeybb, et le Français Skalleti. La fin de sa formidable carrière se déroule loin de son Irlande natale. D'abord elle retraverse l'Atlantique pour la Breeders' Cup, mais encore une fois échoue pour la victoire dans la Breeders' Cup Turf, battue cette fois par sa brillante compatriote Tarnawa. Enfin, elle se rend à Sha Tin à Hong Kong pour y disputer la Hong Kong Cup et termine troisième derrière deux Japonais. C'est sur ce neuvième accessit au niveau groupe 1, elle qui en a remporté sept, que s'achève la longue et exceptionnelle carrière de Magical.

### Résumé de carrière
| Date         | Hippodrome      | Pays        | Course                                | Statut      | Distance    | Jockey       | Place       | Écart       | Vainqueur ou deuxième | Temps       |
| 2017, 2 ans  | 2017, 2 ans     | 2017, 2 ans | 2017, 2 ans                           | 2017, 2 ans | 2017, 2 ans | 2017, 2 ans  | 2017, 2 ans | 2017, 2 ans | 2017, 2 ans           | 2017, 2 ans |
| ------------ | --------------- | ----------- | ------------------------------------- | ----------- | ----------- | ------------ | ----------- | ----------- | --------------------- | ----------- |
| 16 juillet   | Curragh         | Irlande     | Maiden                                |             | 1 200 m     | R. Moore     | 2e / 11     | 1/2         | Dawn Delivers         | 1'12"80     |
| 8 août       | Cork            | Irlande     | Maiden                                |             | 1 600 m     | D. O'Brien   | 1er / 9     | tête        | Mary Tudor            | 1'44"55     |
| 20 août      | Curragh         | Irlande     | Debutante Stakes                      | Gr. 2       | 1 400 m     | D. O'Brien   | 1er / 8     | 1 ¼         | Happily               | 1'29"64     |
| 10 septembre | Curragh         | Irlande     | Moyglare Stud Stakes                  | Gr. 1       | 1 400 m     | R. Moore     | 2e / 8      | cte tête    | Happily               | 1'26"93     |
| 1er octobre  | Chantilly       | France      | Prix Marcel Boussac                   | Gr. 1       | 1 600 m     | R. Moore     | 4e / 7      | 1 ¾         | Wild Illusion         | 1'37"47     |
| 13 octobre   | Newmarket       | Royaume-Uni | Fillies' Mile                         | Gr. 1       | 1 600 m     | R. Moore     | 4e / 11     | 3 ¾         | Laurens               | 1'36"15     |
| 2018, 3 ans  |                 |             |                                       |             |             |              |             |             |                       |             |
| 15 avril     | Longchamp       | France      | Prix de la Grotte                     | Gr. 3       | 1 600 m     | R. Moore     | 4e / 8      | 2 ¼         | Musis Amica           | 1'46"85     |
| 22 juillet   | Curragh         | Irlande     | Kilboy Estate Stakes                  | Gr. 2       | 1 800 m     | R. Moore     | 1er / 12    | 2 ¾         | I'm So Fancy          | 1'54"16     |
| 10 septembre | Curragh         | Irlande     | Matron Stakes                         | Gr. 1       | 1 600 m     | R. Moore     | 4e / 7      | 3           | Laurens               | 1'39"29     |
| 7 octobre    | Longchamp       | France      | Prix de l'Arc de Triomphe             | Gr. 1       | 2 400 m     | D. O'Brien   | 10e / 18    | 5 ¼         | Enable                | 2'29"24     |
| 20 octobre   | Ascot           | Royaume-Uni | British Champions Fillies' & Mare St. | Gr. 1       | 2 400 m     | R. Moore     | 1er / 11    | 1           | Coronet               | 2'33"29     |
| 3 novembre   | Churchill Downs | États-Unis  | Breeders' Cup Turf                    | Gr. 1       | 2 400 m     | R. Moore     | 2e / 13     | 3/4         | Enable                | 2'32"65     |
| 2019, 4 ans  |                 |             |                                       |             |             |              |             |             |                       |             |
| 13 avril     | Naas            | Irlande     | Alleged Stakes                        | Gr. 3       | 2 000 m     | R. Moore     | 1er / 8     | 4 ½         | Flag of Honour        | 2'14"44     |
| 6 mai        | Curragh         | Irlande     | Mooresbridge Stakes                   | Gr. 2       | 2 000 m     | R. Moore     | 1er / 4     | 1 ½         | Flag of Honour        | 2'12"19     |
| 26 mai       | Curragh         | Irlande     | Tattersalls Gold Cup                  | Gr. 1       | 2 100 m     | R. Moore     | 1er / 5     | 7           | Flag of Honour        | 2'13"85     |
| 19 juin      | Ascot           | Royaume-Uni | Prince of Wales's Stakes              | Gr. 1       | 2 000 m     | R. Moore     | 2e / 8      | 1 ¼         | Crystal Ocean         | 2'10"25     |
| 6 juillet    | Sandown         | Royaume-Uni | Eclipse Stakes                        | Gr. 1       | 2 100 m     | R. Moore     | 2e / 8      | 3/4         | Enable                | 2'04"77     |
| 29 août      | York            | Royaume-Uni | Yorkshire Oaks                        | Gr. 1       | 2 400 m     | R. Moore     | 2e / 4      | 2 ¾         | Enable                | 2'29"90     |
| 14 septembre | Leopardstown    | Irlande     | Irish Champion Stakes                 | Gr. 1       | 2 000 m     | R. Moore     | 1er / 8     | 2 ¼         | Magic Wand            | 2'06"49     |
| 6 octobre    | Longchamp       | France      | Prix de l'Arc de Triomphe             | Gr. 1       | 2 400 m     | D. O'Brien   | 5e / 12     | 10          | Waldgeist             | 2'31"97     |
| 19 octobre   | Ascot           | Royaume-Uni | Champion Stakes                       | Gr. 1       | 2 000 m     | D. O'Brien   | 1er / 9     | 3/4         | Addeybb               | 2'08"42     |
| 2020, 5 ans  |                 |             |                                       |             |             |              |             |             |                       |             |
| 28 juin      | Curragh         | Irlande     | Pretty Polly Stakes                   | Gr. 1       | 2 000 m     | S. Heffernan | 1er / 5     | 4 ½         | Cayenne Pepper        | 2'12"29     |
| 26 juillet   | Curragh         | Irlande     | Tattersalls Gold Cup                  | Gr. 1       | 2 100 m     | W. Lordan    | 1er / 6     | 2 ¼         | Sir Dragonet          | 2'10"39     |
| 19 août      | York            | Royaume-Uni | International Stakes                  | Gr. 1       | 2 080 m     | R. Moore     | 2e / 5      | 3           | Ghaiyyath             | 2'07"38     |
| 12 septembre | Leopardstown    | Irlande     | Irish Champion Stakes                 | Gr. 1       | 2 000 m     | S. Heffernan | 1er / 6     | 3/4         | Ghaiyyath             | 2'05"08     |
| 17 octobre   | Ascot           | Royaume-Uni | Champion Stakes                       | Gr. 1       | 2 000 m     | R. Moore     | 3e / 10     | 2 ¾         | Addeybb               | 2'12"29     |
| 7 novembre   | Keeneland       | États-Unis  | Breeders' Cup Turf                    | Gr. 1       | 2 400 m     | R. Moore     | 2e / 10     | 1           | Tarnawa               | 2'28"02     |
| 13 décembre  | Sha Tin         | Hong Kong   | Hong Kong Vase                        | Gr. 1       | 2 000 m     | R. Moore     | 3e / 8      | 3/4         | Normcore              | 2'00"50     |

## Au haras
Promise aux meilleurs étalons de la planète, Magical entame une deuxième carrière comme poulinière à Coolmore. Son premier produit, Ballet Slippers, une fille de Dubawi, se classe troisième du Fillies' Mile.

## Origines
Comme tous les produits de Galileo, Magical est née dans la pourpre, le sire de Coolmore, meilleur étalon au monde, ne saillissant que la crème de la crème des poulinières.
Magical est issu d'un croisement entre Galileo et une fille du rapide et influent Pivotal, une formule qui a largement fait ses preuves, comme en témoigne aussi la championne Love, quintuple lauréate de groupe 1. Surtout, Halfaway to Heaven, sa mère, est une véritable championne, triple lauréate de groupe 1 à 3 ans dans les 1000 Guinées Irlandaises, les Nassau Stakes et les Sun Chariot Stakes et aussi troisième de la Poule d'Essai des Pouliches derrière les légendaires Zarkava et Goldikova. Elle n'a connu qu'un seul fiancé, Galileo, avec lequel elle a donné une autre pouliche de groupe 1, Rhododendron, triple gagnante de groupe 1 à 2, 3 et 4 ans dans le Fillies' Mile, le Prix de l'Opéra et les Lockinge Stakes, et mère du champion Auguste Rodin (Deep Impact), lauréat notamment du Derby d'Epsom et de l'Irish Derby, mais aussi Flying The Flag, qui s'est imposé dans un groupe 3, les International Stakes. La deuxième mère, Cassandra Go, fut elle aussi une jument de grande valeur, sur le sprint cette fois, remportant les King's Stand Stakes et deux groupe 2, les Temple Stakes et les King George Stakes, avant de très bien reproduire, avec Halfway to Heaven et deux lauréats de groupe 3, Theann (par Rock of Gibraltar) et Tickled Pink (par Invincible Spirit). Cassandra Go était elle même sœur d'un placé de classique, Verglas (Highest Honor), vainqueur des Coventry Stakes (Gr.3), deuxième des 2000 Guinées irlandaises et troisième des Phoenix Stakes.

### Pedigree
| Origines de Magical (IRE), femelle baie, 2015 | Origines de Magical (IRE), femelle baie, 2015 | Origines de Magical (IRE), femelle baie, 2015 | Origines de Magical (IRE), femelle baie, 2015 |
| --------------------------------------------- | --------------------------------------------- | --------------------------------------------- | --------------------------------------------- |
| Père Galileo 1998                             | Sadler's Wells 1981                           | Northern Dancer                               | Nearctic                                      |
| Père Galileo 1998                             | Sadler's Wells 1981                           | Northern Dancer                               | Natalma                                       |
| Père Galileo 1998                             | Sadler's Wells 1981                           | Fairy Bridge                                  | Bold Reason                                   |
| Père Galileo 1998                             | Sadler's Wells 1981                           | Fairy Bridge                                  | Special                                       |
| Père Galileo 1998                             | Urban Sea 1989                                | Miswaki                                       | Mr. Prospector                                |
| Père Galileo 1998                             | Urban Sea 1989                                | Miswaki                                       | Hopespringseternal                            |
| Père Galileo 1998                             | Urban Sea 1989                                | Allegretta                                    | Lombard                                       |
| Père Galileo 1998                             | Urban Sea 1989                                | Allegretta                                    | Anatevka                                      |
| Mère Halfway to Heaven 2005                   | Pivotal 1993                                  | Polar Falcon                                  | Nureyev                                       |
| Mère Halfway to Heaven 2005                   | Pivotal 1993                                  | Polar Falcon                                  | Marie d'Argonne                               |
| Mère Halfway to Heaven 2005                   | Pivotal 1993                                  | Fearless Revival                              | Cozzene                                       |
| Mère Halfway to Heaven 2005                   | Pivotal 1993                                  | Fearless Revival                              | Stufida                                       |
| Mère Halfway to Heaven 2005                   | Cassandra Go 1996                             | Indian Ridge                                  | Ahonoora                                      |
| Mère Halfway to Heaven 2005                   | Cassandra Go 1996                             | Indian Ridge                                  | Millbrow                                      |
| Mère Halfway to Heaven 2005                   | Cassandra Go 1996                             | Rahaam                                        | Secreto                                       |
| Mère Halfway to Heaven 2005                   | Cassandra Go 1996                             | Rahaam                                        | Fager's Glory (Famille 3-d)                   |